# حمد سالم الحمود الجابر المبارك الصباح
الشيخ حمد سالم الحمود الجابر الصباح (مواليد 1970) سياسي ورياضي كويتي ، محافظ محافظة الأحمدي السابق. كان مسؤولاً في وزارة الدفاع في دولة الكويت، بالإضافة إلى ترأسه للاتحاد الكويتي لكرة السلة.[بحاجة لمصدر]

## ولادته ونشأته
ولد عام 1970 في الكويت وهو ابن الشيخ سالم الحمود الجابر الصياح، رئيس الحرس الأميري الكويتي السابق من زوجته الشيخة مشاعل الأحمد الجابر الصباح. وله 11 من الأشقاء.[بحاجة لمصدر]

## دراسته العلمية
- حاصل على شهادة بكالوريوس في إدارة الأعمال من جامعة الكويت بعام 1993، وحاصل على شهادة الماجستير في العلوم السياسية من جامعة ويستمينيستر في المملكة المتحدة بعام 2003.

## حياته العملية
- تم تعيينه بوزارة الدفاع وتدرج بعدة وظائف:[بحاجة لمصدر]
  - مراقب إدارة التجهيز المحلي.
  - مدير إدارة العلاج بالخارج.
  - مدير إدارة مكتب الوكيل.
  - مدير إدارة خدمة المواطن في مكتب وزير الدفاع.
- ترأس الاتحاد الكويتي لكرة السلة من عام 1997 إلى عام 2012.
  - ترأس وتقلد عضوية اللجان الرياضية والتنظيمية في دول مجلس التعاون والدول العربية والآسيوية.
- بعام 2024 صدر مرسوم أميري بتعيينه محافظاً لمحافظة الأحمدي - بدرجة وزير.[3]
- بعام 2024 تقدم الاستقالة عن منصبه كمحافظ للأحمدي.

## حياته الأسرية
متزوج من الشيخة هنوف جابر الأحمد الصباح، ولهما:[بحاجة لمصدر]
- الشيخ سالم.
- الشيخ صباح.
- الشيخ خالد.
- الشيخة مشاعل.